# Узипети
Узипети (Usipeter) е германско племе на дясния бряг на Рейн срещу Долен Рейн (днешна Северен Рейн-Вестфалия). Узипетите са назовани за пръв път от Гай Юлий Цезар в De Bello Gallico.
Цезар пресича Рейн два пъти (55 и 53 пр.н.е.), за да прекрати неконтролирано навлизане на германите в Галия и сключва договори с племената на дясно от Рейн, които ги задължават да пазят Рейнската граница.
През 4 век узипетите се сливат с франките.